# Cernuella virgata
Espèce
Cernuella virgata est une espèce d'escargots appartenant à la famille des Hygromiidae.

## Description
- Coquille ronde avec une spire bombée de 5 à 7 tours.

## Répartition
- Europe de l'Ouest: côte méditerranéenne et côte atlantique.

## Biologie
- Dans les emplacements ouverts sur sol peu humide (dunes et steppes).

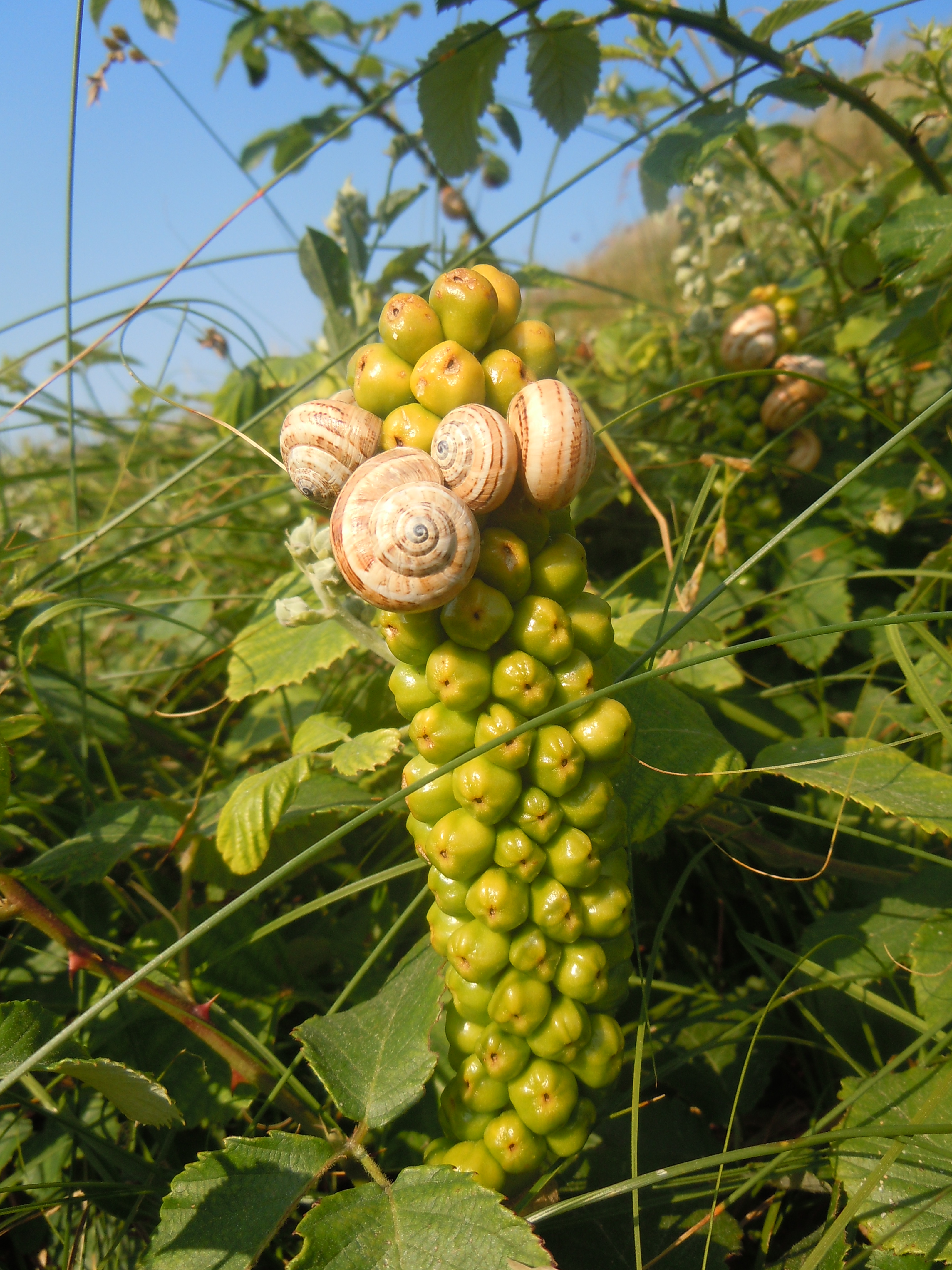
Sur des infrutescences dArum maculatum, dans les dunes atlantiques.